# Filippo Parodi
Filippo Parodi (Gènova, 1630 - Gènova, 22 de juliol de 1702) fou un escultor italià del període barroc.

## Biografia
Començà la seua activitat com a tallista en fusta, amb un cert èxit. El pintor Domenico Piola li proporcionà molts clients entre l'aristocràcia genovesa, i veient el seu talent l'exhortà a dedicar-se decididament a l'escultura. Mantingut econòmicament per una germana, es traslladà a Roma, on esdevingué deixeble de Bernini, amb el qual col·laborà durant uns anys. Tornat a Gènova, trobà un mecenes en el dux Francesco Maria Sauli, que li va finançar una nova estada a Roma en l'estudi de Bernini, on va acabar d'afinar els seus ja notables dots d'escultor. De nou a Gènova des del 1661, es feu col·laborador de l'escultor francés Pierre Puget, actiu en aquesta ciutat del 1661 al 1666, que va influir de manera notable el seu estil. En aquest període, Parodi deixà definitivament la talla en fusta i se'n passà al marbre, amb algunes obres que li donaren una gran fama, en primer lloc l'estàtua de sant Joan Baptista que li encarregà el mateix Francesco Maria Sauli per a la Basílica de Santa Maria Assunta. A partir d'aleshores atengué nombrosos encàrrecs de famílies nobles genoveses, i la seua fama s'estengué més enllà de la Ligúria. Esculpí quatre grans estàtues (sant Tadeu, sant Maties, sant Felip i sant Marc) per a l'església italiana de Lisboa, i va realitzar diversos altres treballs a Venècia, a Pàdua (on, a més d'altres obres, va esculpir per a la Basilica di Santa Giustina un Descendiment amb la Mare de Déu, la Magdalena i sant Joan, que es considera la seua obra mestra) i, en els seus darrers anys, a Gènova, on deixà un gran nombre d'estàtues, monuments fúnebres, fonts i bustos en esglésies i palaus. En morir, rebé sepultura en l'església de Sant Teodor. Entre els seus deixebles, destacaren com a escultors Giacomo Antonio Ponsonelli, Andrea Brustolon, Francesco Biggi, Domenico Garibaldo, Bernardo Schiaffino i sobretot Angelo de Rossi, que en algunes obres arribà a igualar el mestre. El seu fill Domenico (1668-1740) fou també un pintor i escultor notable.

## Obres
A part de les ja esmentades, són també destacables, entre moltes altres:
- Estàtua de la Mare de Déu amb àngels. Gènova, església de Sant Lluc.
- Ornaments en marbre. Gènova, jardí del Palazzo Brignole
- Crist en la columna, per a la capella, i figures mitològiques de les Metamorfosis d’Ovidi (Venus, Clítia, Adonis i Jacint) per al jardí del Palazzo Reale, Gènova
- Monument fúnebre, en marbre i estuc, del patriarca Gianfrancesco Morosini. Venècia, església de Sant Nicolau, dita dei Tolentini (1678)
- Cor de fusta de la catedral de Pàdua
- Sant'Antonio in gloria. Pàdua, Capella del Tresor de la Basilica di Sant'Antonio (1686-1689)
- Santa Maddalena in gloria. Gènova, altar major de Santa Maria delle Vigne
- Santa Marta. Gènova, església de Santa Marta
- Altar major en marbre. Savona, Oratori del Crist Resuscitat
- Immaculada, en marbre, i Crist descendit, en fusta. Gènova, església de Sant Lluc
- Dos bustos al·legòrics representant El Vici (inspirat en l'Anima dannata de Bernini) i La Virtut. Viena, Museu Liechtenstein.
- Vanitat. Museu de l'Ermitage de Sant Petersburg
- Hivern (d'una sèrie figurant les quatre estacions). Museu d'Art de Cleveland

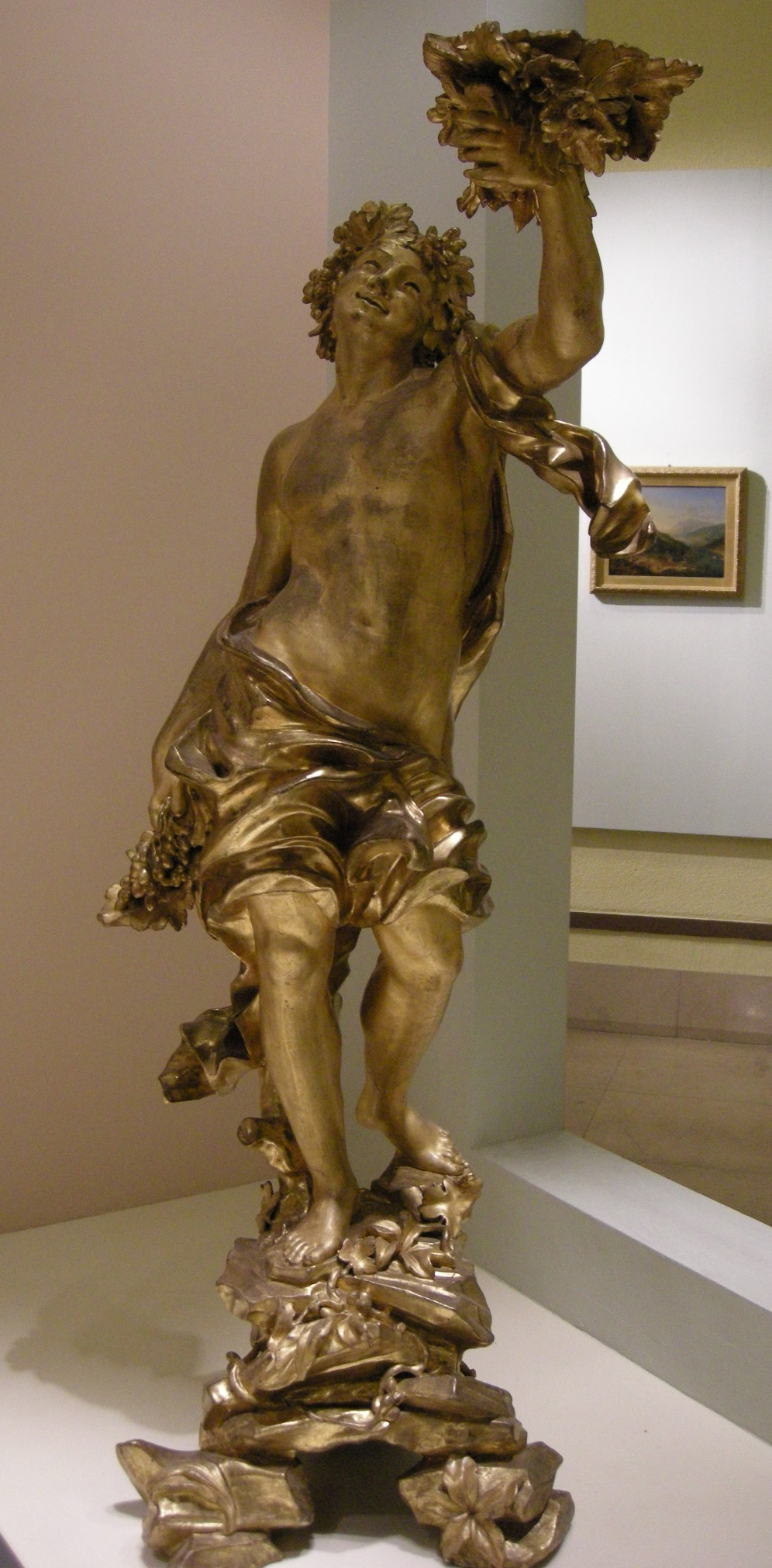
Àngel portacanelobre de Filippo Parodi (ca. 1667)
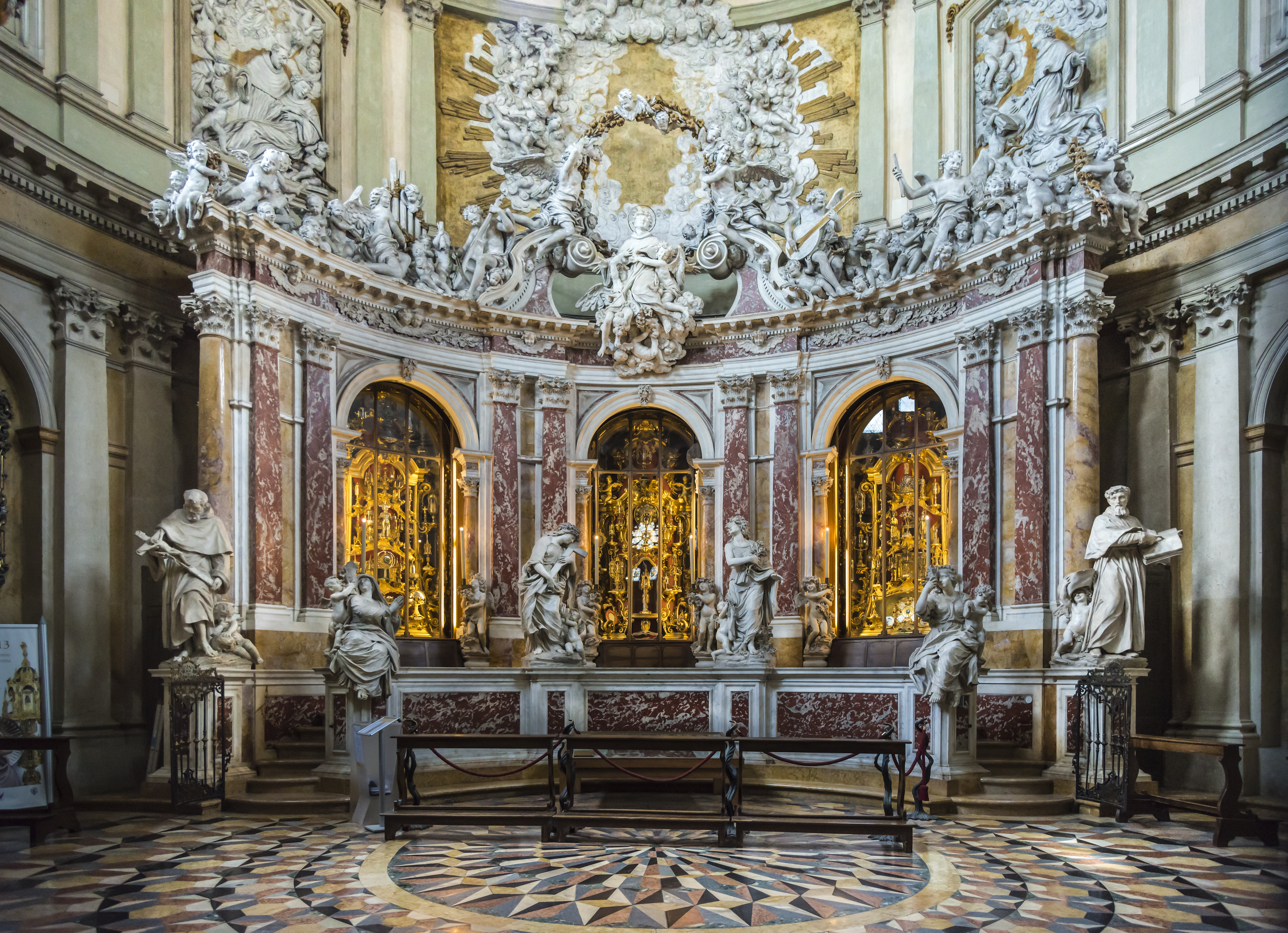
Pàdua, Capella del Tresor de la Basilica di Sant'Antonio